# バスもババアもフォーリング
『バスもババアもフォーリング』（"City on the Edge of Forever" 、英語版DVD表記："Flashbacks"）は、コメディ・セントラルのテレビアニメ『サウスパーク』のエピソード。1998年6月17日に初回放送された。

## あらすじ
いつものように運転手クラブツリーが子供たちをスクールバスに乗せて山道を走っていると、崖に来てしまう。バスのビデオガイドに従い、クラブツリーは子供たちを黙らせて「もしバスを降りると、デカくて黒い怪物に食べられるわよ！」と子供たちに言った後、助けを求めに行った。
クラブツリーを待つ間、スタンらは、『カートマン、お尻から火炎フン射』、『ケニー、火山噴火で爆死』、『カートマン、ダイエットで体重激増』、『スタンのおじいちゃん、ポックリ大作戦』といった過去にあった出来事を思い出してどうすればよいかを考える。しかし、ウェンディに話しかけられただけでも吐くスタンが彼女と2度もキスをしたり、ケニーが死神を殺したり、スカズルバットの脚がブレント・マスバーガーに遊ばれたり、ギャリソン先生がキャシー・リー・ギフォードはエイリアンだからと銃殺したりと、事実と違っているうえ、どの話もアイスクリームとかかわっている。
回想を終えた後、皆で"Now that's what I call a sticky situation!"(こう言うのを『想像を絶する展開』って言うんだよ)と笑い飛ばした。
そのとき、惑星連邦の制服を着た児童がバスの外に出るが、黒くて大きな怪物に食べられた。怪物がその児童を吐きだしたあと、バスの天井に穴をあけケニーを殺害した。
そのあと、カートマンはフォンジーがバイクでバスを乗り越えた際うっかりケニーを殺してしまったという話をした。（なお、この回想はテレビドラマ『ハッピーデイズ』の"Fearless Fonzarelli." という回のパロディ）
同じころ、クラブツリーはマーカス（ミッチー）という名のエルヴィス・プレスリーのものまねタレントに会っていたところ、芸能エージェントが彼女を見出した。彼女はコメディアンになり、ザ・トゥナイト・ショー・ウィズ・ジェイ・レノに出るほどの人気を博したが（このとき彼女は子供たちのことを忘れていた）、すぐにやめた。しかし、マーカスとの距離は近づいた。
そのころサウスパークでは、マッケイ先生が親たちに行方不明の子供たちは家出をしており、テレビで戻ってくるよう呼びかけるべきだと伝えた。回想を再開したカートマンは父親探しの際、父親はジョン・エルウェイだったと言ったが、カイルに父親は陰茎のある母親・リアンじゃないかと突っ込まれ、カートマンは後部座席に戻っていった。
そのとき、バスが崖から落ちかけ、さらに半分に割れた。クレイグはバスの半身とともに谷底へ落ちた。が、バスは大きなカップに入ったアイスクリームの中へ落ちた。
ここでカートマンはおかしいことに気付き、ベッドの上に寝ていたことに気付く。彼の母親が朝食をもってはいってきたとき、彼は母親に夢の話をした。（なお、彼女の持ってきた朝食にカブトムシが入っていた）
ベッドから目覚めたスタンもカイルに電話し、おかしな夢だったな、と話し、カートマンとケニーと一緒に4人でエムドナルドでハンバーガーを食べに行こう、ということにした。
そのころ、クラブツリーとマーカスは池のそばで夕日を眺めていた。マーカスはこのことが8歳児の夢の中だと言っていたが、クラブツリーは気にせず、幸せを満喫した。

## 備考
原題は宇宙大作戦の『The City on the Edge of Forever（邦題：危険な過去への旅）』より。